# Maple Hill
Maple Hill es una ciudad ubicada en el condado de Wabaunsee en el estado estadounidense de Kansas. En el año 2010 tenía una población de 620 habitantes y una densidad poblacional de 1.033,33 personas por km².

## Geografía
Maple Hill se encuentra ubicada en las coordenadas 39°5′3″N 96°1′37″O / 39.08417, -96.02694 (39.084041, -96.027071).

## Demografía
Según la Oficina del Censo en 2000 los ingresos medios por hogar en la localidad eran de $46,875 y los ingresos medios por familia eran $53,393. Los hombres tenían unos ingresos medios de $38,750 frente a los $26,667 para las mujeres. La renta per cápita para la localidad era de $17,048. Alrededor del 6.6% de la población estaban por debajo del umbral de pobreza.